# Friedland (Brandeburgo)
Friedland (in basso sorabo Bryland) è una città di 2 985 abitanti del Brandeburgo, in Germania.

Appartiene al circondario dell'Oder-Sprea.

## Storia
Nel 2003 venne aggregato alla città di Friedland il soppresso comune di Groß Muckrow.

## Società

### Evoluzione demografica
- Sviluppo della popolazione dal 1875 entro gli attuali confini (Linea Blu: Popolazione; Linea puntata: Confronto dello sviluppo della popolazione dello stato del Brandenburgo; Sfondo grigio: Ai tempi del governo nazista; Sfondo rosso: Al tempo del governo comunista)
- Sviluppo recente della popolazione (Linea blu) e previsioni

| Anno | Abitanti |
| ---- | -------- |
| 1875 | 4 509    |
| 1890 | 4 397    |
| 1910 | 4 264    |
| 1925 | 4 212    |
| 1939 | 3 785    |
| 1950 | 5 534    |
| 1964 | 4 251    |

| Anno | Abitanti |
| ---- | -------- |
| 1971 | 4 132    |
| 1981 | 3 480    |
| 1985 | 3 473    |
| 1990 | 3 457    |
| 1995 | 3 391    |
| 2000 | 3 428    |
| 2005 | 3 397    |

| Anno | Abitanti |
| ---- | -------- |
| 2010 | 3 166    |
| 2015 | 3 017    |
| 2016 | 2 975    |
| 2017 | 2 959    |
| 2018 | 2 957    |
| 2019 | 2 985    |
| 2020 | 2 954    |

Fonti dei dati sono nel dettaglio nelle Wikimedia Commons..

## Geografia antropica

### Suddivisioni amministrative
Friedland si divide in 16 zone, corrispondenti all'area urbana e a 15 frazioni (Ortsteil):
- Friedland (area urbana)
- Chossewitz
- Groß Briesen
- Groß Muckrow
- Günthersdorf
- Karras
- Klein Muckrow
- Kummerow
- Leißnitz
- Lindow
- Niewisch
- Pieskow
- Reudnitz
- Schadow
- Weichensdorf
- Zeust